# María Emilia Orendáin
María Emilia Orendáin (México, 1956) es una arquitecta y filósofa mexicana. Además, investigadora, conferencista y ensayista. Egresada de la Universidad Autónoma de Guadalajara (1980), cofundó el estudio Toussaint y Orendáin. Es docente en ITESO y el Tec de Monterrey. Su obra combina arquitectura y fenomenología. Publicó En busca de Luis Barragán y realizó estudios en Bélgica. 

## Biografía
María Emilia Orendáin, nació en México. Su interés por la arquitectura se gestó desde la infancia, influenciada por su padre, el ingeniero Javier Orendáin Gómez, quien la introdujo en el conocimiento de la arquitectura pero sobre todo en su deber con los que menos tienen. 
La historia familiar, ha impreso su huella de manera profunda y duradera en la vida de la arquitecta Orendáin. Su abuelo, el ingeniero Alberto F. Orendáin Medina, fue miembro activo de la Acción Católica (ACJM) y apoyó la guerra Cristera. Cuando fusilaron a Anacleto González Flores y a su tío Luis Padilla Gómez en el año de 1927, toda la familia tuvo que exiliarse en Los Ángeles, USA durante 8 años.
Su padre también fue miembro activo de la Acción Católica (ACJM), siendo presidente durante 25 años y trabajando incansablemente por la justicia social. La doctrina Social de la Iglesia quedó grabada, como una especie de huella genética, que influyó  en la manera de ver el mundo de Orendáin. Su servicio a la Iglesia Católica y la defensa de la dignidad de la persona, le ha llevado a participar en al servicio de la Iglesia Católica, particularmente de la Orden Franciscana. 
Su primera obra la realizó cuando aún estaba en la universidad, proyectando la Iglesia de Nuestra Señora de Guadalupe en Belén, Tabasco junto con sus compañeros Amparo Olvera, Ana Luz Camarena, Marco Quirarte y Sergio Arreola. 
En 1975 ingresó a la carrera de arquitectura en la Universidad Autónoma de Guadalajara, en un contexto donde la participación femenina en esta disciplina era aún limitada. Se graduó en 1980 y su tesis recibió el premio a la mejor tesis de arquitectura otorgado por la Cámara Nacional de Comercio. Ese mismo año formó parte del grupo que revitalizó la Escuela Tapatía de Arquitectura, siendo la única mujer entre sus integrantes.
Continuando con este servicio, en el año 2023 proyectó el Monasterio de las Clarisas en Santa Lucía de la Sierra, ubicado en la prelatura Franciscana del Nayar. Este proyecto lo desarrolló con el apoyo de la Universidad Panamericana, campus Guadalajara, de alumnos de la facultad de arquitectura y estudiantes de ingeniería.
Su participación en el Filosofado Franciscano Duns Escoto ha sido una obra muy apreciada por ella y se siente muy orgullosa del número de Franciscanos que han sido sus alumnos y ahora son sacerdotes.

## Trayectoria profesional

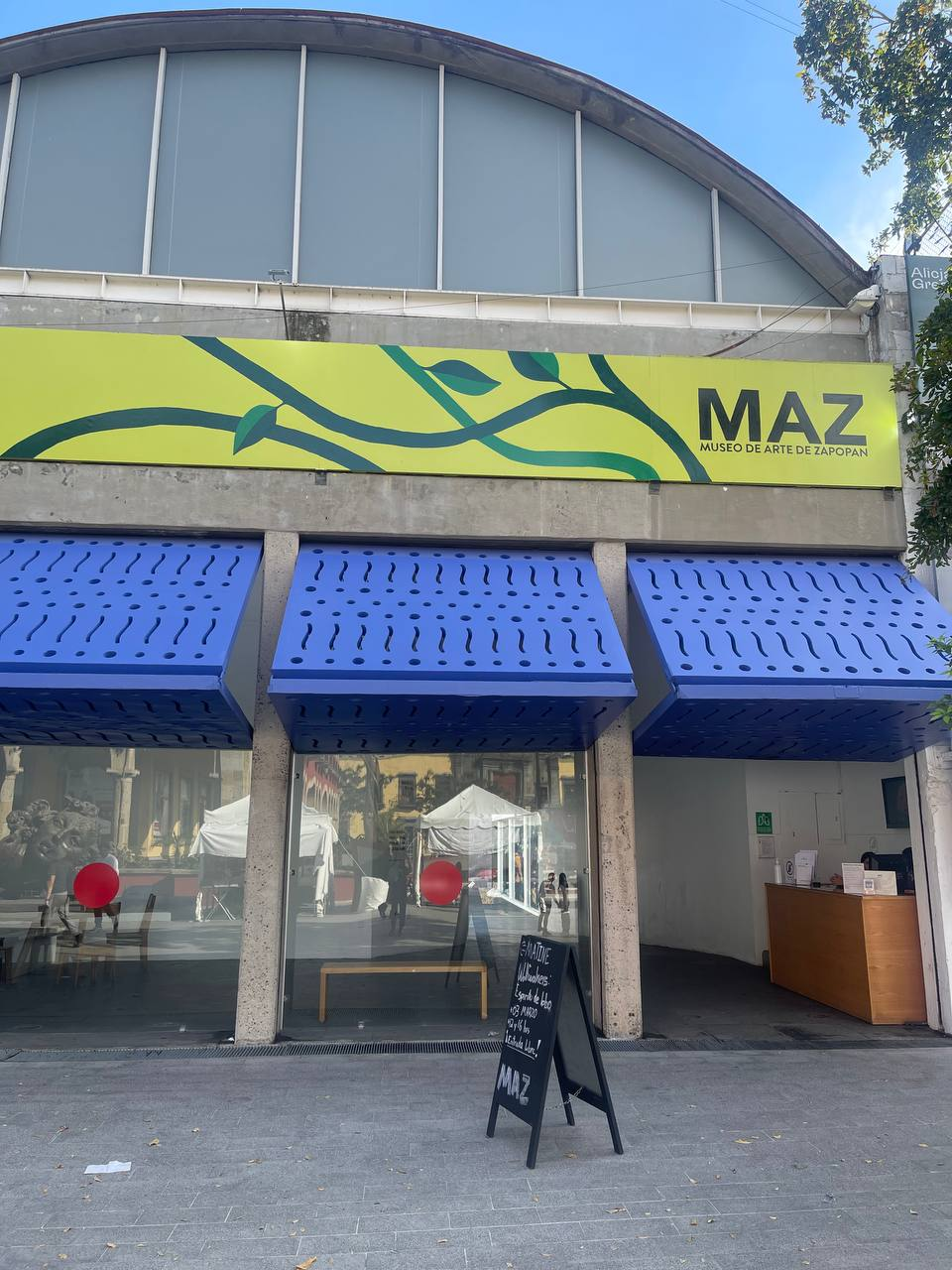
Museo de Arte de Zapopan. María Emilia Orendáin y Enrique Touissant.

En 1983 cofundó el taller Toussaint + González + Orendáin, junto a su esposo, el arquitecto Enrique Toussaint. En 1992 fundaron el estudio Grupo Arquitectos Toussaint y Orendáin SC, desde donde han desarrollado proyectos habitacionales, institucionales, urbanos y culturales. Ha colaborado con el arquitecto Andrés Casillas de Alba y el arquitecto Toyo Ito en el proyecto JVC Entre sus obras más relevantes se encuentra el Museo de Arte Zapopan y el Planetario Lunaria en Guadalajara.  ]. De todas las obras públicas y privadas, las casas son para esta arquitecta el corolario de la arquitectura, el genero más dificil de su profesión, pero también el más fascinante. Y tal vez sea esta la razón, por la cual un numero importante de sus casas han tenido reconocimientos nacionales e internacionales. nota del autor 
Orendáin ha combinado su práctica profesional con la docencia universitaria. Ha sido profesora de arquitectura en el Instituto Tecnológico y de Estudios Superiores de Occidente (ITESO) en el Tecnológico de Monterrey, Campus Guadalajara y actualmente imparte Teoría de la Arquitectura y Taller de Composición, en la Universidad Panamericana, campus Guadalajara. También ha enseñado en la Escuela Superior de Arquitectura y en el Instituto Franciscano de Filosofía Duns Escoto.
Diseño junto con su esposo el arquitecto Enrique Toussaint Ochoa el Museo de Arte de Zapopan (MAZ) inaugurado el 2 de agosto de 2002.  El MAZ se distingue por su enfoque en la flexibilidad y la apertura. Sus espacios están pensados para albergar exposiciones de arte contemporáneo que a menudo requieren configuraciones especiales.
•	Planta Libre: El diseño del museo presenta una planta libre que permite la creación de diferentes recorridos y la adaptación de las salas a las necesidades de cada exposición, ya sea a través de paneles móviles o muros fijos temporales.
•	Conexión con el Exterior: Las salas no están completamente aisladas, lo que permite una comunicación visual y funcional con el entorno urbano, integrando el museo en el espacio público del Centro Histórico de Zapopan.
•	Patio Central: Cuenta con un patio al aire libre que sirve como un punto focal y un espacio multifuncional para eventos, presentaciones y exposiciones.

En el 2018 fue inaugurado El Planetario y Centro Interactivo de Jalisco “Lunaria” diseñado por Toussaint y Orendáin en colaboración con el diseñador Industrial Juan Ignacio Michel director de DIPRO INNOVATION. Cuenta con un domo equipado con la mejor tecnología en sistemas de proyección con capacidad para 27 millones de pixeles en 2D y 3D, en una pantalla de aluminio perforado con diámetro de 18 metros, así como un pabellón con 23 exhibiciones interactivas y distintos espacios para talleres científicos y culturales. El mayor acierto estético y tecnológico es la fachada para el domo de proyecciones.  Propuesta desarrollada a través del uso de softwares paramétricos que generó un total de 1380 piezas diferentes de cristal templado impreso, en cuyas caras se proyectan las constelaciones apreciables en la ciudad desde el lado del hemisferio norte, además de un degradado de tonalidades azules que recorre el domo; la ubicación de los colores cálidos coincide con las áreas de mayor asoleamiento del domo durante el año.  Lunaria es un referente a nivel nacional e internacional.

## Estudios filosóficos y obra teórica
A finales de los años 80, Orendáin profundizó en la teoría arquitectónica desde la filosofía, motivada por su interés en comprender los marcos conceptuales contemporáneos como el estructuralismo, la fenomenología y el regionalismo crítico. En 1995 inició sus estudios de filosofía en el Instituto Libre de Filosofía y se graduó en el año 2000 en el ITESO con distinción Summa Cum Laude. Su tesis dio origen a la trilogía En busca de Luis Barragán, publicada como libro en 2004.
Ese mismo año recibió una beca para continuar sus estudios en filosofia en la Katholieke Universiteit Leuven, Bélgica, donde profundizó en fenomenología y escribió la tesis Architecture and the art of the between in light of Desmond’s metaxological ethics, con la que se graduó Magna Cum Laude.
Ha continuado participando en foros sobre Estética, Arte, y otros temas actuales de la filosofía contemporánea.
Es Asesora de Tesis del Instituto Franciscano Duns Escoto y Asesora en temas sobre Ética y Ciudad.

## Publicaciones destacadas
Orendáin, María Emilia (2000) Con los Ojos abiertos, revista  Xipe totek 
Orendáin, María Emilia  (2004) En busca de Luis Barragán, Ediciones la Noche 
Orendáin M. y Toussaint E. Pedro Castellanos, una biografía escrita (2005) Secretaría de Cultura del Estado de Jalisco.
Orendáin, María Emilia (2006) Architecture and the art of the between in light of Desmond’s metaxological ethics
Orendáin, María Emilia (2009) Architecture and the Between, Kyoto Seika University
Orendáin, María Emilia (2015), Ser y Habitar, reflexiones sobre fenomenología, Revista Bienal Arquitectura en Chiapas
OBRAS PUBLICADAS EN:
El Color en la Arquitectura Mexicana Catálogo de Arquitectura Contemporánea Tapatía. Jóvenes Arquitectos Mexicanos  Revista Enlace del Colegio de Arquitectos de México. 581 Architects of the World. Editorial TOTO, Japón. La Casa en la Arquitectura Mexicana  Revista Escuela de Arquitectura Nuevo Laredo Arquitectura Contemporánea Tapatía  20 Obras de Arquitectura Contemporánea Arquitectura Jalisciense del Siglo XX VI Bienal de Arquitectura Mexicana	 Revista “PISO 08“. Revista “Intramuros”. Arquitectos Mexicanos Revista PISO secuencias Anuario Arquitectura 2005-2006. RM/ARQUINE